# Abduweli Ayup
Abduweli Ayup (né en avril 1973) est un linguiste et poète formé à l'occidentale qui dirigeait des écoles de langue ouïghoure à Kachgar, dans le Xinjiang, dans le Nord-Ouest de la Chine. Sa biographie a été publiée dans Resisting Chinese Linguistic Imperialism: Abduweli Ayup and the Movement for Uyghur Mother Tongue-Based Education par le projet pour les droits de l'homme ouïghours.
Il est un fervent défenseur des droits de l’homme en matière linguistique, en particulier du droit à la transmission intergénérationnelle de la langue et de la culture.

## Biographie
Abduweli Ayup est né à Kachgar, dans le Turkestan chinois. Il a commencé ses études à l' Université centrale des nationalités de Pékin en 1992, et a obtenu son diplôme à la fin des années 1990.
De décembre 2005 à juin 2006, Abduweli Ayup a été chercheur invité à l'Université d'Ankara, en Turquie. Une bourse de la Fondation Ford lui a ensuite permis d'étudier à l' Université du Kansas aux États-Unis et a obtenu sa maîtrise en linguistique en 2011. Après avoir obtenu son diplôme, Abduweli Ayup est retourné au Xinjiang et a ouvert des écoles pour enseigner la langue ouïghoure, sa langue maternelle.

### Arrestation
Abduweli Ayup a été arrêté à Kachgar le 20 août 2013 par l'équipe d'enquête économique du district de Tianshan, ville d'Ürümqi, et accusé de faux financement et de collecte illégale de fonds pour les écoles qu'il proposait. Avec lui, Dilyar Obul et Muhemmet Sidik Abdurshit, deux de ses partenaires impliqués dans l'école, ont également été arrêtés. Abduweli a souffert d'une maladie alors qu'il était en prison, où il a été détenu au secret pendant près de neuf mois. Il n'a été formellement inculpé que le 17 mai 2014. Ses partenaires et lui ont alors été accusés d'avoir collecté des « dons illégaux » pour soutenir leur école. Après un procès d'une journée, le 11 juillet, le tribunal a condamné Abduweli Ayup et ses associés le 21 août pour avoir « commis un délit d'abus de fonds publics ». Selon le tribunal, Abduweli et deux de ses partenaires avaient illégalement accepté des dépôts d'un montant de 590 000 CNY (environ 95 000 USD) de la part de 17 personnes. Pendant la durée du traitement du dossier, aucun des 17 n'a demandé le remboursement de son argent. Abduweli Ayup a été condamné à 18 mois de prison et à une amende de 13 000 USD. Des collègues et des organisations de défense des droits de l’homme affirment que la punition d’Abduweli Ayup fait partie d’un plan du gouvernement visant à marginaliser et à déplacer la langue ouïghoure.
Le président chinois a été appelé par la Linguistic Society of America et le Committee of Concerned Scientists  à enquêter sur les circonstances dans lesquelles Abduweli Ayup a été détenu. Ils ont demandé un traitement équitable conformément aux obligations de la Chine en vertu du droit international.
Les partisans ont créé une page Facebook réclamant justice pour Abduweli.
Abduweli Ayup a été libéré le 20 novembre 2014, après que ses partenaires, Dilyar Obul et Muhemmet Sidik, ont fait appel de leur verdict. Abduweli Ayup est ensuite retourné à Kachgar où il a continué à enseigner à l'école de formation linguistique de ses amis, et où sa femme, Miraghul, travaillait en son absence.

### Vie à l'étranger
Abduweli Ayup a fui la Chine en août 2015, s'installant d'abord en Turquie, où il vivait en 2018,. Lors de son séjour en Turquie, il a fondé Uyghur Hjelp, qui fournit de l'aide aux Ouïghours en Turquie.
Abduweli Ayup vit à Bergen, en Norvège, avec ses deux enfants depuis 2019. Il continue d’enseigner la langue ouïghoure aux enfants de la diaspora ouïghoure.
Il est musulman.

### Famille
En 2017, le frère d'Abduweli Ayup, Erkin Ayup, a été promu chef de la surveillance du département d'organisation du Parti communiste chinois dans sa ville natale de Tokkuzak (Tuokezhake), xian de Kona Sheher (Shufu). Il a disparu cette année-là et on pense qu'il a été envoyé dans un camp d'internement près de l'aéroport de Kachgar. Sa sœur a été arrêtée la même année.
La nièce d'Abduweli Ayup, Mihray Erkin, serait décédée en détention en 2020,.

## Publications

### Livres
- La Terre Noire ; publié en turc et en ouïghour [15]
  - Traduction anglaise (à paraître en 2025), Selkies House Limited [19]

### Chapitres
- (en) Abduweli Ayup, Shungqar Tékin et Erkin Sidick, The Handbook of Linguistic Human Rights, John Wiley & Sons, 2022, 341–355 p. (ISBN 978-1-119-75392-6, DOI 10.1002/9781119753926.ch24, lire en ligne), « Linguistic, Cultural, and Ethnic Genocide of the Uyghurs in Xinjiang, China »
- (en) Uyghur Identity and Culture, Taylor & Francis, 2024 (DOI 10.4324/9781003305576-5/lost-different-scripts-abduweli-ayup, lire en ligne [archive du 30 avril 2024]), « Lost in Different Scripts »